# Satoru Ono
Pour les articles homonymes, voir Ono.
Dans ce nom japonais, le nom de famille, Ono, précède le nom personnel mais cet article utilise l'ordre occidental où le prénom précède le nom..
Satoru Ono (小野了, Ono Satoru, 1915-2001) était un pilote japonais, as de l'aviation de la Marine impériale japonaise lors de la Seconde Guerre sino-japonaise et de la Seconde Guerre mondiale.

## Biographie
Lors de combats aériens au-dessus de la Chine, du Pacifique et du Japon, il fut officiellement crédité de la destruction de huit avions ennemis. De 1943 à la fin de la Seconde Guerre mondiale, Ono s'est spécialisé dans les interceptions nocturnes de bombardiers ennemis engagés dans des raids nocturnes.